# 바이덴테이트노랑어깨박쥐
바이덴테이트노랑어깨박쥐(Sturnira bidens)는 주걱박쥐과(신세계잎코박쥐과)에 속하는 남아메리카 박쥐의 일종이다. 콜롬비아와 에콰도르, 페루, 베네수엘라에서 발견되며 브라질에서도 서식하는 것으로 추정된다.